# Pfarrkirche Schwarzau im Gebirge

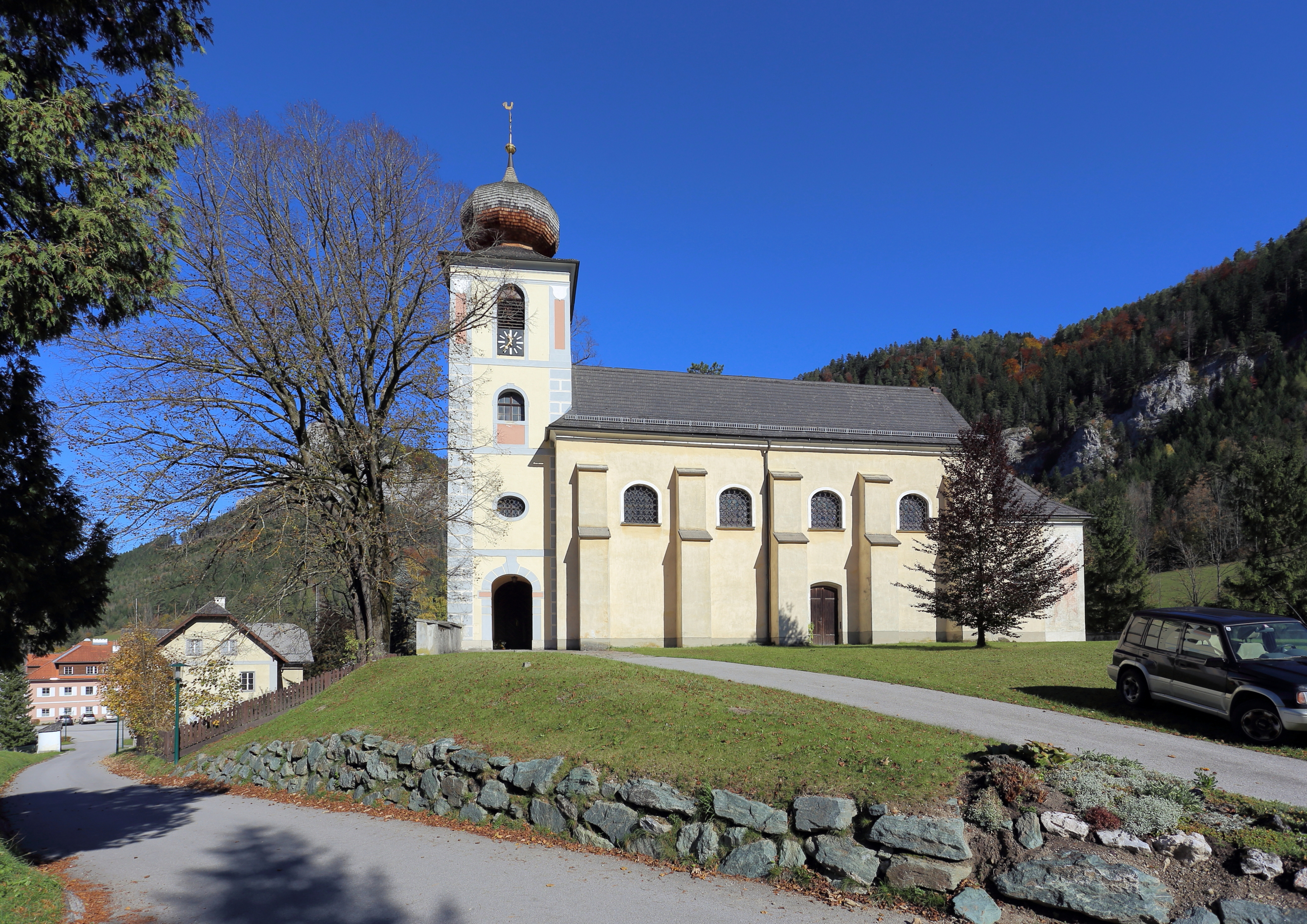
Katholische Pfarrkirche hl. Rupert in Scheuchenstein

Die Pfarrkirche Schwarzau im Gebirge steht auf einer Anhöhe mittig in der Gemeinde Schwarzau im Gebirge im Bezirk Neunkirchen in Niederösterreich. Die dem Patrozinium hl. Nikolaus von Myra unterstellte römisch-katholische Pfarrkirche gehört zum Dekanat Piesting im Vikariat Unter dem Wienerwald der Erzdiözese Wien. Die Kirche und die Kirchhofmauern stehen unter Denkmalschutz (Listeneintrag).

## Geschichte
Die Pfarre war 1220 landesfürstlich mit der Herrschaft Gutenstein verbunden, ab 1595 unter dem Patronat der Hoyos. 1529 erfolgte im Türkenkrieg eine Brandschatzung. 1569 wurden die pfarrlichen Rechte bestätigt. 1996 war eine Restaurierung.

## Architektur
Der im Kern spätromanische Kirchenbau aus dem zweiten Viertel des 13. Jahrhunderts hat einen vorgestellten barocken Westturm aus 1715/1717.
Das barockisierte Kirchenäußere zeigt ein Langhaus unter einem Satteldach mit einem schmiedeeisernen Firstkreuz im Osten, beidseits gibt es je fünf abgetreppte Strebepfeiler zwischen hoch liegenden korbbogigen Faschenfenstern mit Sohlbank und Klostergittern. Südseitig befindet sich das schlichte Stichbogenportal. Der viergeschoßige Turm mit Rundbogenöffnungen und Ovalfenstern trägt eine verschindelte Zwiebelhaube, der Turm hat im Erdgeschoß eine Durchfahrtshalle mit einem faschengerahmten Kreuzgratgewölbe. Das Westportal hat einen Stegrahmen als Steingewände mit einem aufgedoppelten Türblatt. Der eingezogene niedrigere Chor unter einem Halbwalmdach hat vergrößerte Rundbogenfenster, im Osten abgemauert. Im nördlichen Chorwinkel steht ein Sakristeianbau aus 1861 unter einem Schleppdach.
Südlich am Chor wurde 1982 ein Fragment einer Wandmalerei hl. Christophorus um 1370/1380 freigelegt.

## Ausstattung
Die Altäre entstanden 1775.
Die Orgel mit 8 Registern in einem spätklassizistischen Gehäuse baute Joseph Loyp 1838. Die Glocke von 1535 wurde wohl aus 1529 zerstörten Glocken gegossen.